# 사내정치
사내정치(社內政治)는 고용된 조직 내에서 이익을 얻기 위한 목적으로 기존의 보장된 권한을 넘어 개인적인 또는 주어진 권한을 행사하는 것을 뜻하는 말로 ‘줄을 선다’ 혹은 ‘줄을 세운다’라는 말로도 사용된다. 사내정치는 특히 조직 내의 선후배 간에 두드러지게 나타나는 현상이다. 직장인 사이에서는 성공하기 위한 조건 중 하나로 사내정치가 꼽히나, 이는 조직의 상호간 신뢰성을 떨어뜨리는 등의 문제점도 있다.

## 같이 보기
- 조직정치